# La Bloutière

La Bloutière este o comună în departamentul Manche, Franța. În 2009 avea o populație de 398 de locuitori.